# Milan Šimec
Milan Šimec, slovenski mizar, partizan in prvoborec, * 1911, Črnomelj, † 1988.
Leta 1941 je vstopil v NOB.